# Famille d'Ussel
Pour les articles homonymes, voir Ussel.
 (janvier 2023).
Si vous disposez d'ouvrages ou d'articles de référence ou si vous connaissez des sites web de qualité traitant du thème abordé ici, merci de compléter l'article en donnant les références utiles à sa vérifiabilité et en les liant à la section « Notes et références ».
La famille d'Ussel est une famille subsistante de la noblesse française d'ancienne extraction, originaire du Limousin, maintenue noble en 1666 et titrée baron d'Empire en 1813.

## Histoire
La famille d'Ussel est réputée être issue des vicomtes de Ventadour avec lesquels elle partageait la seigneurie de la ville d’Ussel. Son nom apparaît à de multiples reprises dans le cartulaire de l’Abbaye de Bonnaygue, détruit en 1789. Toutefois cette filiation n'est pas prouvée et présente des divergences selon les auteurs pour les premiers degrés.
Sa filiation prouvée est établie depuis Guillaume d’Ussel, damoiseau, co-seigneur de la ville d’Ussel, seigneur de Charlus Le Pailloux, d’Eygurande et de La Carde, qui vivait en 1353.

## Personnalités
- Gui d'Ussel (v. 1170-v. 1225), troubadour, chevalier ;
- Jean-Hyacinthe d'Ussel (1748-1849), homme politique et militaire, il est fait baron d'Ussel et de l'Empire en 1813 ;
- Hector d'Ussel (1785-1811), militaire, il a fait l'école spéciale militaire de Fontainebleau d'où il sort officier d'infanterie puis des dragons, fils du précédent ;
- Guillaume d'Ussel (1906-1944), résistant, mort en déportation, arrière-arrière petit-neveu du précédent.

## Armes et titres

### Titres
- Marquis d'Ussel[3] (titre de courtoisie pour l'aîné), reconnu par un brevet royal de juillet 1762
- Comte d'Ussel[4] (titre de courtoisie pour les cadets)
- Baron d'Ussel et de l'Empire (1813)[2]
- Baron de Châteauvert[3] (après le mariage en 1522 de Jean d'Ussel et Marguerite de Rochefort, dame de Châteauvert)
- Seigneur de Charlus, de Châteauvert, de Crocq, d'Eygurande, de Flayat, d'Ussel...

#### Liste du titre de «marquis d'Ussel» (titre de courtoisie)
1. 1721-1745 : Philibert d'Ussel (1678-1745), « 1er marquis d'Ussel » (1721), militaire, fils de Guy Ier, baron de Châteauvert.
2. 1745-1752 : Guy II d'Ussel (1707-1752), « 2e marquis d'Ussel », militaire, fils du précédent.
3. 1752-1774 : Marc-Antoine d'Ussel (1734-1774), « 3e marquis d'Ussel », militaire, fils du précédent.
4. 1774-1829 : Léonard d'Ussel (1764-1829), « 4e marquis d'Ussel », militaire, fils du précédent.
5. 1829-1866 : Armand d'Ussel (1787-1866), « 5e marquis d'Ussel », fils du précédent.
6. 1866-1876 : Marien d'Ussel (1789-1876), « 6e marquis d'Ussel », militaire, frère du précédent.
7. 1876-1898 : Armand d'Ussel (1828-1898), « 7e marquis d'Ussel », militaire, fils du précédent.
8. 1898-1916 : Marc d'Ussel (1860-1916), « 8e marquis d'Ussel », militaire, fils du précédent.
9. 1916-1983 : Guy d'Ussel (1905-1983), « 9e marquis d'Ussel », cousin (3e degré) du précédent.
10. 1983-2005 : Patrick d'Ussel (1940-2005), « 10e marquis d'Ussel », exploitant forestier, cousin (6e degré) du précédent.
11. 2005- : Arnaud d'Ussel (né le 8 mai 1976), « 11e marquis d'Ussel », fils du précédent.

Le titre de marquis d'Ussel est un titre de courtoisie portée par l'aîné de la famille reconnu par brevet royal de juillet 1762.
Il n'est plus utilisé depuis le 10e marquis qui préféra porter le titre de comte d'Ussel (qui est aussi un titre de courtoisie) ou bien le titre régulier de baron d'Ussel et de l'Empire.

#### Liste des barons d'Ussel et de l'Empire
1. 1813-1849 : Jean-Hyacinthe d'Ussel (1748-1849), 1er baron d'Ussel et de l'Empire (1813), homme politique et militaire, fils de Guy II d'Ussel, marquis d'Ussel et baron de Châteauvert.
2. 1849-1873 : Jacques d'Ussel (1781-1873), 2e baron d'Ussel et de l'Empire, fils du précédent.
3. 1873-1891 : Jean-Hyacinthe d'Ussel (1809-1891), 3e baron d'Ussel et de l'Empire, homme politique et industriel, fils du précédent.
4. 1891-1918 : Jacques d'Ussel (1841-1918), 4e baron d'Ussel et de l'Empire, ingénieur, fils du précédent.
5. 1918-1941 : François d'Ussel (1875-1941), 5e baron d'Ussel et de l'Empire, militaire, fils du précédent.
6. 1941-1944 : Guillaume d'Ussel (1906-1944), 6e baron d'Ussel et de l'Empire, militaire et résistant, fils du précédent.
7. 1944-2005 : Patrick d'Ussel (1940-2005), 7e baron d'Ussel et de l'Empire, exploitant forestier, fils du précédent.
8. 2005- : Arnaud d'Ussel (1976), 8e baron d'Ussel et de l'Empire, fils du précédent.

Il s'agit de cette même branche qui utilisa le titre de comte d'Ussel (courtoisie) ou bien celui de vicomte d'Ussel.
Le titre de comte d'Ussel fut le titre sous lequel furent connus les barons d'Ussel et de l'Empire jusqu'à aujourd'hui.

#### Liste des barons de Châteauvert et de Crocq
1. 1522-ap.1550 : Jean d'Ussel (1506-ap.1550), 1er baron de Châteauvert (1522), militaire, fils de Georges d'Ussel, seigneur de Charlus-le-Pailloux.
2. ap.1550-v.1578 : Guynot d'Ussel, (v.1540-v.1578), 2e baron de Châteauvert, militaire, fils du précédent.
3. v.1578-1610 : Antoine Ier d'Ussel (1540-1610), 3e baron de Châteauvert, militaire, frère du précédent.
4. 1610-av.1629 : Antoine II d'Ussel, (?-av.1629), 4e baron de Châteauvert, militaire, fils du précédent.
5. av.1629-? : Gilbert d'Ussel (1610-?), 5e baron de Châteauvert, militaire, fils du précédent.
6. ?-ap.1703 : Guy Ier d'Ussel (?-ap.1703), 6e baron de Châteauvert, militaire, fils du précédent.
7. ap.1703-1745 : Philibert d'Ussel (1678-1745), 7e baron de Châteauvert, militaire, fils du précédent.
8. 1745-1752 : Guy II d'Ussel (1707-1752), 8e baron de Châteauvert et 1er baron de Croqc (1738), militaire, fils du précédent.
9. 1752-1774 : Marc-Antoine d'Ussel (1734-1774), 9e baron de Châteauvert et 2e baron de Croqc, militaire, fils du précédent.
10. 1774-1829 : Léonard d'Ussel (1764-1829), 10e baron de Châteauvert et 3e baron de Croqc, militaire, fils du précédent.

Léonard d'Ussel fut le dernier à porter le titre de baron de Châteauvert et de Crocq. À sa mort ses descendants les oublièrent.

### Armoiries
« D'azur à la porte d'or, la serrure et les bris d'huis de sable, accompagnée de trois étoiles d'or, deux en chef, une en pointe. »

## Généalogie

### Branche aînée
- Hugues III d'Ussel, sgr de Charlus le Pailloux (1310-1356) X (1330) Dauphine Marchaise
  - Clémence d'Ussel X Pierre de Salers
  - Guillaume III d'Ussel (1330-1367) X Antoinette de Montfaucon
    - Georges d'Ussel X (1385) Galienne d'Anglars
      - Astorg d'Ussel, sgr d'Anglars (1388-1428) X 1° (1407) sa cousine germaine Dauphine d'Ussel de Charlus-le-Pailhoux
        - Georges II d'Ussel, sgr d'Anglars (?-1503) X Jeanne d'Ornhac
          - Anne d'Ussel X (1469) Claude de Laudun, baron de Montfaucon, puis mariée à Jean de Pierre, baron de Brissac

        - Jean d'Ussel, sgr de Charlus-le-Pailloux X (1450) Agnès de Montmorin
        - Jean Ier d'Ussel, sgr de Charlus-le-Pailloux (1420-?) X Anne d'Aubusson de La Feuillade, puis marié à Françoise Andrieu de La Gasne en 1440
          - Georges III d'Ussel, sgr de Charlus-le-Pailloux (1450-1506) X (1502) Marguerite de Bonnefond (1470-1506)
            - Anne d'Ussel X (1549) Charles de Chaslus
            - Jean II d'Ussel, baron de Châteauvert (1506-1550) X (1522) Charlotte de Rochefort de Châteauvert
              - Jacqueline d'Ussel X (1557) Charles Rochette des Hoteix
              - Guy d'Ussel, baron de Châteauvert X Gabrielle de Saint-Georges
              - Antoine Ier d'Ussel, baron de Châteauvert (1550-1590) X (1572) Claude de Lestrange (1550-?)
                - Antoine II d'Ussel, baron de Châteauvert (?-1629) X (1606) Marguerite de Langeac
                  - Gilbert d'Ussel, baron de Châteauvert (1610-?) X (1637) Claudine de La Roche-Aymon
                    - Marie d'Ussel

                  - Gilbert d'Ussel, baron de Châteauvert (1610-?) X (1650) Louise de Jugeat (de Cleyzieu ?)—(de Peyrat de Jugeals ?) (?-1683)
                    - Guy Ier d'Ussel, baron de Châteauvert (?-?) X (1677) Marguerite Barton de Montbas
                      - Philibert d'Ussel, marquis d'Ussel (1678-1745) X (1706) Jeanne de Joussineau de Tourdonnet (?-1759)
                        - Guy II d'Ussel, marquis d'Ussel (1707-1752) X (1732) Marguerite de Saint-Julien (?-1750)
                          - Branche aînée d'Ussel
                          - Branche cadette d'Ussel
                          - Marie d'Ussel (?-1769) X (1768) Jacques de Gain, baron d'Enval (1742-?)

                    - Marie-Louise d'Ussel (1653-1692) X (1680) François de Bosredon de Vatanges (1649-1719)

                  - Gasparde d'Ussel (1612-1655) X (1629) Antoine Green de Saint-Marsault, sgr d'Eyburie, puis mariée à Jean Annet de Fontanges, sgr d'Hauteroche (1622-?), en 1649

                - Gabriel d'Ussel X Claude de La Roche-Aymon
                - Jacques d'Ussel X (1618) Jacqueline de La Gane
                - Catherine d'Ussel (1590-1648) X (1609) Pierre Ier de Mary, sgr de Croiziat (1585-1634)
                - Louise d'Ussel X (1607) Jérôme de Combes

            - Françoise d'Ussel X (1524) Gaspard de Saint-Aignan
            - Jacqueline d'Ussel X Georges de Beyssarie
            - Jeanne d'Ussel X Guy d'Anglars

      - Astorg d'Ussel (1388-1428) X 2° (1418) Marguerite de Rochegadoux, dame de Saint-Victour : Postérité, d'où la suite des sires de Saint-Victour

    - Hugues IV, sgr de Charlus-le-Paillloux (?-1409) X (1383) Dauphine de Marchès
      - Dauphine d'Ussel X (1407) son cousin Astorg d'Ussel, sgr d'Anglars, puis mariée (1425) à son cousin Antoine d'Ussel, sgr de La Garde-Guillotin

    - Guy d'Ussel, sgr de La Garde-Guillotin (?-?) X (1388) Dauphine de Montrognon
      - Antoine d'Ussel, sgr de La Garde-Guillotin (?-?) X (1425) sa cousine germaine Dauphine d'Ussel (1410-?)
        - Jean d'Ussel, sgr de La Garde-Guillotin (?-?) X (1470) Louise Comptour de Giou
          - Catherine d'Ussel (1470-?) X (1496) Béraud Autier de Villemontée
          - Claude d'Ussel, sgr de La Garde-Guillotin (?-?) X (1490) Françoise de Tournemire
            - Claudine d'Ussel (1520-?) X (1546) Jean Robert de Lignerac, marquis de Marzes

### Branche aînée (suite)
- Marc-Antoine d'Ussel, marquis d'Ussel (1732-1771) X (1762) Claire de Montrognon de Salvert (1742-1806)
  - Léonard d'Ussel, marquis d'Ussel (1764-1829) X (1784) Joséphine de La Rochefoucauld (1769-1795)
    - Jean d'Ussel, comte d'Ussel (1785-1813)
    - Armand d'Ussel, marquis d'Ussel (1787-1866) X (1821) Berthe de Chazelles
    - Marien d'Ussel, marquis d'Ussel (1789-1876) X (1827) Jeanne Fressanges du Bost (1807-1882)
      - Armand d'Ussel, marquis d'Ussel (1828-1898) X (1856) Éléonore Martin du Puytison (1834-1923)
        - Marc d'Ussel, marquis d'Ussel (1860-1916) X (1889) Clémence Giraud de Tours (1867-1954)
          - Marie d'Ussel (1890-1980) X (1912) Jean d'Ussel, comte d'Ussel (1874-1914)
          - Huguette d'Ussel (1892-1967)
          - Armand d'Ussel, comte d'Ussel (1896-1908)
          - Françoise d'Ussel (1905-1984) X René de Lestrange, marquis de Lestrange (1902-1983)

        - Jeanne d'Ussel (1866-1955) X (1886) Henri de Gans (1852-1918)
        - Marie-Caroline d'Ussel (1868-1955) X (1894) Camille Jordan (1865-1929)

      - Annet d'Ussel, comte d'Ussel (1832-1866)
      - Jacques d'Ussel, comte d'Ussel (1836-1900)
      - Caroline d'Ussel (1843-?) X (1875) Jean-Baptiste Peyrand de Fontenelle (1842-1884)

    - Jean-Baptiste d'Ussel, comte d'Ussel (1790-1823)
    - Gustave-Auguste d'Ussel, comte d'Ussel (1791-1842) X (1827) Clarisse Mourins d'Arfeuille (1809-1864)
      - Louis-Alexandre d'Ussel, comte d'Ussel (1832-?) X (1864) Helvia Fillias de Chaludet (1844-?)
        - Jean-Baptiste Prosper d'Ussel, comte d'Ussel (1868-?) X (1904) Berthe Mareuge (1879-1914)
          - Guy d'Ussel, marquis d'Ussel (1905-1983) X Mary-Christine Lathène (1905-2000)
          - Marguerite d'Ussel (1908-2002) X (1934) Georges Servol (1903-1984)

  - Françoise d'Ussel (1765-1823) X (1786) Jean de Monamy (1757-1797)
  - Léonarde d'Ussel (1769-?) X Raymond de Romanet de Beaune
  - Marie-Louise d'Ussel (1771-1850) X (1790) Jean-Baptiste de Cosnac (1758 - 1842)

### Branche cadette
- Jean-Hyacinthe d'Ussel, baron d'Ussel et de l'Empire (1748-1749) X (1775) Madeleine du Bois de Saint-Hilaire (1747-1800)
  - Jacques d'Ussel, comte d'Ussel (1775-1873) X (1808) Marie-Jeanne du Giraudeix (1790-1857)
    - Jean-Hyacinthe d'Ussel, comte d'Ussel (1808-1891) X (1840) Claire Esquirou de Parieu (1821-1898)
      - Philibert d'Ussel, comte d'Ussel (1841-1918) X (1873) Marguerite Darcel (1850-1919)
        - Jean d'Ussel, comte d'Ussel (1874-1914) X (1912) Marie d'Ussel (1890-1980)
          - Anne d'Ussel (1913-2005) X (1934) René Hurault de Vibraye, marquis de Vibraye (1906-2002)

        - Jacques d'Ussel, comte d'Ussel (1875-1941) X (1903) Henriette Picot de Moras d'Aligny (1880-1952)
          - Dauphine d'Ussel (1904-1932) X (1924) René de Cosnac (1900-1985)
          - Guillaume d'Ussel, comte d'Ussel (1906-1944) X (1936) Yvonne de Galard Terraube (1913-2004)
            - Patrick d'Ussel, comte d'Ussel (1940-2005) X Béatrix de La Taille-Trétinville
              - Marguerite d'Ussel X Arnaud Bellanger
              - Galienne d'Ussel X Alexandre Granier
              - Guillaume d'Ussel, comte d'Ussel (1974-2001) X Aymone Franck-Lacaze
              - Arnaud d'Ussel, comte d'Ussel X Elizabeth Bertolino

            - descendance masculine

          - Marguerite d'Ussel (1909-2005) X (1930) Georges Masson-Bachasson de Montalivet (1901-1973)
          - Antoine d'Ussel, comte d'Ussel (1912-1989) X (1958) Yolande de Marotte de Montigny (1926-2010)
            - descendance masculine

          - Hélie d'Ussel, comte d'Ussel (1914-2017) X (1947) Yolande de Labriffe (1923-2012)
            - descendance masculine

        - Anne d'Ussel (1876-1914) X (1902) Henri de Crouy-Chanel (1865-1944)

      - Paul d'Ussel, comte d'Ussel (1843-1916) X (1874) Lucie Darcel (1855-1938)
        - Philibert d'Ussel, comte d'Ussel (1875-1952) X (1902) Jeanne Guesnet (1879-1979)
          - Géraud d'Ussel, comte d'Ussel (1903-1980) X (1931) Élisabeth de Courtilloles (1909-1995)
            - descendance masculine

          - Aliette d'Ussel (1904-2003) X (1926) Jean de Villoutreys de Brignac (1896-1983)
          - Anne-Marie d'Ussel (1906-1999) X (1928) Paul Maës (1900-1990)
          - Solange d'Ussel (1911-2014) X (1933) François de Gigord (1902-1988)
          - Bernadette d'Ussel (1914-2010) X (1937) Jean Wallet (1905-1985)

        - Louise d'Ussel (1876-1861) X Édouard Berger de La Villardière (1872-1952)
        - Guy d'Ussel, comte d'Ussel (1878-1917) X (1912) Anne de Saint-Genys (1888-1965)
          - François d'Ussel, comte d'Ussel (1913-1990) X (1946) Alix de Meaux (1921-2008)
            - descendance masculine

          - Pierre-Guy d'Ussel, comte d'Ussel (1915-1993) X (1943) Renée de Ligneris (1920-2017)
            - descendance masculine

          - Victoire d'Ussel (1916-2021) X Philippe Lanes (1913-2003)

        - Georges d'Ussel, comte d'Ussel (1879-1917) X (1912) Simone de La Taille des Essarts (1891-1963)
        - Françoise d'Ussel, religieuse (1884-1967)
        - Pierre d'Ussel, comte d'Ussel (1891-1988) X (1925) Françoise Gibert (1897-2001)
          - descendance masculine

        - Robert d'Ussel, comte d'Ussel (1894-1975) X (1923) Simone de Rougé (1900-1985)

  - Hector d'Ussel (1785-1811)

## Alliances

### Alliances anciennes
Cette famille s'est alliée aux familles : Marchaise (1330), de Marchès (1383), d'Anglars (1385), Montrognon (1388, 1762), de Rochegadoux (1418), Andrieu de La Gasne (1440), de Montmorin (1450), de Laudun (1469), Comptoir de Giou (1470), de Tournemire (1490), Autier de Villemontée (1496), de Bonnefond (1502), de Rochefort de Châteauvert (1522), de Saint-Aignan (1524), Robert de Lignerac (1546), de Chaslus (1549), Rochette des Hoteix (1557), de Lestrange (1572), de Langeac (1606), de Combes (1607), de Mary (1609), Green de Saint-Marsault (1629), de La Roche-Aymon (1637), de Fontanges (1649), de Peyrat de Jugeals (1650), ou De Jugeat (de Cleyzieu?), Barton de Montbas (1677), de Bosredon de Vatanges (1680), de Joussineau de Tourdonnet (1706), de Saint-Julien (1732), de Gain (1768), du Bois de Saint-Hilaire (1775), La Rochefoucauld (1784), de Monany (1786), de Cosnac (1790, 1914), de Giraudeix (1808), de Chazelles (1821), de Fressanges du Bost (1827), Mourins d'Arfeuille (1827), Esquirou de Parieu (1840), Martin du Puytison (1856), Fillias de Chaludet (1864), Darcel (1873, 1874), Peyrand de Fontenelle (1875), Gans (1886), Giraud de Tours (1889), Jordan (1894), de Beyssarie, de La Gane, Lathène, de Montfaucon, de Pierre, de Romanet de Beaune, de Saint-Georges, de Salers.

### Alliances contemporaines
de Crouy-Chanel (1902), Guesnet (1902), Picot de Moras d'Aligny (1903), Mareuge (1904), de La Taille des Essarts (1912), de Saint-Genys (1912), de Rougé (1923), Gibert (1925), de Villoutreys de Brignac (1926), Maës (1928), Masson-Bachasson de Montalivet (1930), de Courtilloles (1931), de Gigord (1933), Hurault de Vibraye (1934), Servol (1934), de Galard Terraube (1936), Wallet (1937), de Ligneris (1943), de Meaux (1946), de Labriffe (1947), Pastré (1954), de Marotte de Montigny (1958), Bellanges, Berger de La Villardière, de Clermont-Tonnerre, de Courtilloles d'Angleville, Crombez de Rémond de Montmort, Fouquier d'Hérouël, Audemard d’Alançon, Franck-Lacaze, Gondallier de Tugny-Vergennes (1959), du Peyroux (1960), de La Feuillade d'Aubusson, Lanes, de La Taille-Trétinville (1967), d'Ornhac, Passama.